# Centaurea speciosa
Centaurea speciosa — вид рослин роду волошка (Centaurea), з родини айстрових (Asteraceae).

## Біоморфологічна характеристика
Хамефіт. Листки розсічені, перисті; краї зубчасті або пилчасті; прилистки відсутні. Квіточки рожеві. Період цвітіння: червень липень.

## Середовище проживання
Країни проживання: Ізраїль, Ліван. Населяє відслонення твердих порід.